# Éblange
Éblange (Duits: Eblingen ) is een gemeente in het Franse departement Moselle (regio Grand Est) en telt 267 inwoners (2005). De plaats maakt deel uit van het arrondissement Forbach-Boulay-Moselle.

## Geografie
De oppervlakte van Éblange bedraagt 3,3 km², de bevolkingsdichtheid is 80,9 inwoners per km².
De onderstaande kaart toont de ligging van Éblange met de belangrijkste infrastructuur en aangrenzende gemeenten.

## Demografie
Onderstaande figuur toont het verloop van het inwonertal (bron: INSEE-tellingen).